# Trichys fasciculata
Genre
Espèce
Statut de conservation UICN

 LC  : Préoccupation mineure
Trichys fasciculata est une espèce de porcs-épics vivant au Brunei, en Indonésie et en Malaisie.